# دهستان سردشت (لردگان)
دهستان سردشت، نام دهستانی در بخش رودشت شهرستان لردگان استان چهارمحال و بختیاری ایران است.

## جمعیت
بر اساس سرشماری مرکز آمار ایران در سال ۱۳۸۵، جمعیت آن ۱۳۰۰۶ نفر (۲۳۴۳ خانوار) بوده‌است.